# Dryopteris parrisiae
Dryopteris parrisiae är en träjonväxtart som beskrevs av Fraser-jenk. Dryopteris parrisiae ingår i släktet Dryopteris och familjen Dryopteridaceae. Inga underarter finns listade.